# PDZK1IP1
PDZK1IP1‏ (PDZK1 interacting protein 1) هوَ بروتين يُشَفر بواسطة جين PDZK1IP1 في الإنسان.